# Христо Белчо
Христо Пандов Белчо с псевдоним Таки е гръцки комунист и революционер от Егейска Македония.

## Биография
Роден е на 19 октомври 1921 година в костурското грамоско село Пилкати. Баща му Пандо пътува на гурбет в САЩ, Франция и Аржентина и възприема леви политически убеждения. Завършва начално училище в 1935 година, като учителят му Георгиос Санидас от Ламия също е с леви убеждения. Христо Белчо работи в Атина при чичо си Сотир от 1935 до 1937 година. През април 1943 година влиза в новоснованата Национална общогръцка огранизация на младежите (ЕПОН). Избран е за секретар на Грамоския комитет на организацията. През октомври 1943 година става член на Комунистическата партия на Гърция (КПГ) и е избран за член на Костурския комитет на (ЕПОН). През ноември 1944 година е избран за секретар на Нестрамския районен комитет на КПГ. Белчо работи активно в Нестрамско.
След Договора от Варкиза, на 14 септември 1945 година Белчо е арестуван, измъчван и оставен полумъртъв. На 22 декември 1945 година отново е арестуван заедно с Пандо Влахов от Пилкати. Отведени са в Калевища, където са измъчвани и убити на 23 декември.